# Beccariola wallacei
Beccariola wallacei es una especie de coleóptero de la familia Endomychidae.

## Distribución geográfica
Habita en Nueva Guinea y las islas Aru.